# 第69回ゴールデングローブ賞
第69回ゴールデングローブ賞

2012年1月15日
映画賞 (ドラマ部門): 

『ファミリー・ツリー』
映画賞 (ミュージカル・コメディ部門): 

『アーティスト』
テレビシリーズ賞 (ドラマ部門): 

『HOMELAND』
テレビシリーズ賞 (ミュージカル・コメディ部門): 

『モダン・ファミリー』
ミニシリーズ・テレビ映画賞: 

『ダウントン・アビー』
第69回ゴールデングローブ賞（だい69かいゴールデングローブしょう）は、2012年1月15日にビバリーヒルズのビバリーヒルトン・ホテルで授賞式が行われ、NBCが中継した。司会はリッキー・ジャーヴェイスである。ノミネートはウディ・ハレルソン、ソフィア・ヴェルガラ、ジェラルド・バトラー、ラシダ・ジョーンズによって2011年12月15日に発表された。授賞式テーマ曲はX JAPANのYOSHIKIが作曲した。

## ノミネート一覧

### 映画
| 映画作品賞 | 映画作品賞 |  |
| ドラマ部門 | ミュージカル・コメディ部門 |  |
| --- | --- |  |
| - 『ファミリー・ツリー』 - 『ヘルプ 〜心がつなぐストーリー〜』 - 『ヒューゴの不思議な発明』 - 『スーパー・チューズデー 〜正義を売った日〜』 - 『マネーボール』 - 『戦火の馬』 | - 『アーティスト』 - 『50/50 フィフティ・フィフティ』 - 『ブライズメイズ 史上最悪のウェディングプラン』 - 『ミッドナイト・イン・パリ』 - 『マリリン 7日間の恋』 |  |
| 映画演技賞（ドラマ部門） | |  |
| 主演男優賞 | 主演女優賞 |  |
| - ジョージ・クルーニー - 『ファミリー・ツリー』 - マット・キング役 - レオナルド・ディカプリオ - 『J・エドガー』 - J・エドガー・フーヴァー役 - マイケル・ファスベンダー - 『SHAME -シェイム-』 - ブランドン・サリヴァン役 - ライアン・ゴズリング - 『スーパー・チューズデー 〜正義を売った日〜』 - スティーヴン・マイヤーズ役 - ブラッド・ピット - 『マネーボール』 - ビリー・ビーン役        | - メリル・ストリープ - 『マーガレット・サッチャー 鉄の女の涙』 - マーガレット・サッチャー役 - グレン・クローズ - 『アルバート氏の人生』 - アルバート・ノッブス役 - ヴィオラ・デイヴィス - 『ヘルプ 〜心がつなぐストーリー〜』 - アイビリーン・クラーク役 - ルーニー・マーラ - 『ドラゴン・タトゥーの女』 - リスベット・サランデル役 - ティルダ・スウィントン - 『少年は残酷な弓を射る』 - エヴァ・カチャドリアン役 |  |
| 映画演技賞（ミュージカル・コメディ部門） | |  |
| 主演男優賞 | 主演女優賞 |  |
| - ジャン・デュジャルダン - 『アーティスト』 - ジョージ・ヴァレンタイン役 - ブレンダン・グリーソン - 『ザ・ガード〜西部の相棒〜』 - ジェリー・ボイル役 - ジョセフ・ゴードン＝レヴィット - 『50/50 フィフティ・フィフティ』 - アダム・ラーナー役 - ライアン・ゴズリング - 『ラブ・アゲイン』 - ジェイコブ・パーマー役 - オーウェン・ウィルソン - 『ミッドナイト・イン・パリ』 - ギル・ペンダー | - ミシェル・ウィリアムズ - 『マリリン 7日間の恋』 - マリリン・モンロー役 - ジョディ・フォスター - 『おとなのけんか』 - ペネロピ・ロングストリート役 - シャーリーズ・セロン - 『ヤング≒アダルト』 - メイヴィス・グレイ役 - クリステン・ウィグ - 『ブライズメイズ 史上最悪のウェディングプラン』 - アニー・ウォーカー役 - ケイト・ウィンスレット - 『おとなのけんか』 - ナンシー・カウワン役                         |  |
| 助演男優賞 | 助演女優賞 |  |
| - クリストファー・プラマー - 『人生はビギナーズ』 - ハル役 - ケネス・ブラナー - 『マリリン 7日間の恋』 - ローレンス・オリヴィエ役 - アルバート・ブルックス - 『ドライヴ』 - バーニー・ローズ - ジョナ・ヒル - 『マネーボール』 - ピーター・ブランド - ヴィゴ・モーテンセン - 『危険なメソッド』 - ジークムント・フロイト役                                                                   | - オクタヴィア・スペンサー - 『ヘルプ 〜心がつなぐストーリー〜』 - ミニー・ジャクソン役 - ベレニス・ベジョ - 『アーティスト』 - ペピ－・ミラー役 - ジェシカ・チャステイン - 『ヘルプ 〜心がつなぐストーリー〜』 - セリア・フット役 - ジャネット・マクティア - 『アルバート氏の人生』 - ヒューバート・ペイジ役 - シェイリーン・ウッドリー - 『ファミリー・ツリー』 - アレクサンドラ・"アレックス"・キング役         |  |
| 監督賞 | 脚本賞 |  |
| - マーティン・スコセッシ - 『ヒューゴの不思議な発明』 - ウディ・アレン - 『ミッドナイト・イン・パリ』 - ジョージ・クルーニー - 『スーパー・チューズデー 〜正義を売った日〜』 - ミシェル・アザナヴィシウス - 『アーティスト』 - アレクサンダー・ペイン - 『ファミリー・ツリー』 | - ウディ・アレン - 『ミッドナイト・イン・パリ』 - ジョージ・クルーニー、グラント・ヘスロヴ、ボー・ウィリモン - 『スーパー・チューズデー 〜正義を売った日〜』 - ミシェル・アザナヴィシウス - 『アーティスト』 - アレクサンダー・ペイン、ナット・ファクソン、ジム・ラッシュ - 『ファミリー・ツリー』 - スティーヴン・ザイリアン、アーロン・ソーキン - 『マネーボール』                                               |  |
| 作曲賞 | 主題歌賞 |  |
| - ルドヴィック・ブールス - 『アーティスト』 - アベル・コジェニオウスキ - 『ウォリスとエドワード 英国王冠をかけた恋』 - トレント・レズナー、アッティカス・ロス - 『ドラゴン・タトゥーの女』 - ハワード・ショア - 『ヒューゴの不思議な発明』 - ジョン・ウィリアムズ - 『戦火の馬』 | - "マスターピース" - 『ウォリスとエドワード 英国王冠をかけた恋』 - "Hello Hello" - Gnomeo & Juliet - "The Keeper" - 『マシンガン・プリーチャー』 - "Lay Your Head Down" - 『アルバート氏の人生』 - "The Living Proof" - 『ヘルプ 〜心がつなぐストーリー〜』 |  |
| アニメ映画賞 | 外国語映画賞 |  |
| - 『タンタンの冒険/ユニコーン号の秘密』 - 『アーサー・クリスマスの大冒険』 - 『カーズ2』 - 『長ぐつをはいたネコ』 - 『ランゴ』 | - 『別離』 - 金陵十三釵 - 『最愛の大地』 - 『少年と自転車』 - 『私が、生きる肌』 |  |

### テレビ
| テレビシリーズ賞 | テレビシリーズ賞 |
| ドラマ部門 | ミュージカル・コメディ部門 |
| --- | --- |
| - 『HOMELAND』 - 『アメリカン・ホラー・ストーリー』 - 『ボードウォーク・エンパイア 欲望の街』 - Boss - 『ゲーム・オブ・スローンズ』 | - 『モダン・ファミリー』 - Enlightened - 『マット・ルブランの元気か〜い?ハリウッド!』 - 『glee/グリー』 - 『New Girl / ダサかわ女子と三銃士』 |
| テレビシリーズ演技賞（ドラマ部門） | |
| 主演男優賞 | 主演女優賞 |
| - ケルシー・グラマー - Boss - トム・カーン役 - スティーヴ・ブシェミ - 『ボードウォーク・エンパイア 欲望の街』 - ナッキー・トンプソン役 - ブライアン・クランストン - 『ブレイキング・バッド』 - ウォルター・ホワイト役 - ジェレミー・アイアンズ - 『ボルジア家 愛と欲望の教皇一族』 - アレクサンデル6世役 - ダミアン・ルイス - 『HOMELAND』 - ニコラス・ブロディ役                                                                           | - クレア・デインズ - 『HOMELAND』 - キャリー・マシソン役 - ミレイユ・イーノス - 『THE KILLING 〜闇に眠る美少女』 - サラ・リンデン役 - ジュリアナ・マルグリーズ - 『グッド・ワイフ』 - アリシア・フロリック役 - マデリーン・ストウ - 『リベンジ』 - ヴィクトリア・グレイソン役 - キャリー・ソーン - 『ダニーのサクセス・セラピー』 - ダニエル・サンティノ役                                                                                     |
| テレビシリーズ演技賞（ミュージカル・コメディ部門） | |
| 主演男優賞 | 主演女優賞 |
| - マット・ルブランク - 『マット・ルブランの元気か〜い?ハリウッド!』 - マット・ルブラン役 - アレック・ボールドウィン - 『30 ROCK/サーティー・ロック』 - ジャック・ドナギー役 - デイヴィッド・ドゥカヴニー - 『カリフォルニケーション ある小説家のモテすぎる日常』 - ハンク・ムーディ役 - ジョニー・ガレッキ - 『ビッグバン★セオリー/ギークなボクらの恋愛法則』 - レナード・ホフスタッター役 - トーマス・ジェーン - Hung - レイ・ドレッカー役 | - ローラ・ダーン - Enlightened - エイミー・ジェリコ役 - ズーイー・デシャネル - 『New Girl / ダサかわ女子と三銃士』 - ジェシカ・"ジェス"・デイ役 - ティナ・フェイ - 『30 ROCK/サーティー・ロック』 - リズ・レモン役 - ローラ・リニー - 『キャシーのbig C いま私にできること』- キャサリン・ジェミソン - エイミー・ポーラー - Parks and Recreation - レスリー・ノップ役                                                                          |
| ミニシリーズ・テレビ映画演技賞 | |
| 主演男優賞 | 主演女優賞 |
| - イドリス・エルバ - 『刑事ジョン・ルーサー』 - ジョン・ルーサー役 - ヒュー・ボネヴィル - 『ダウントン・アビー』 - グランサム伯爵ロバート役 - ウィリアム・ハート - Too Big to Fail - ヘンリー・ポールソン役 - ビル・ナイ - Page Eight - ジョニー・ウォリッカー役 - ドミニク・ウェスト – The Hour - ヘクター・マッデン役 | - ケイト・ウィンスレット - 『ミルドレッド・ピアース 幸せの代償』 - ミルドレッド・ピアース役 - ロモーラ・ガライ - The Hour - ベル・ローウェイ役 - ダイアン・レイン - Cinema Verite - パット・ラウド役 - エリザベス・マクガヴァン - 『ダウントン・アビー』 - グランサム伯爵夫人コーラ役 - エミリー・ワトソン - Appropriate Adult - ジャネット・リーチ役                                                                                          |
| 助演賞 | |
| 助演男優賞 | 助演女優賞 |
| - ピーター・ディンクレイジ - 『ゲーム・オブ・スローンズ』 - ティリオン・ラニスター役 - ポール・ジアマッティ - Too Big to Fail - ベン・バーナンキ役 - ガイ・ピアース - 『ミルドレッド・ピアース 幸せの代償』 - モンティ・ベラゴン役 - ティム・ロビンス - Cinema Verite - ビル・ラウド役 - エリック・ストーンストリート - 『モダン・ファミリー』 - キャメロン・タッカー役                                                                     | - ジェシカ・ラング - 『アメリカン・ホラー・ストーリー』 - コンスタンス・ラングトン役 - ケリー・マクドナルド - 『ボードウォーク・エンパイア 欲望の街』 - マーガレト・シュローダー役 - マギー・スミス - 『ダウントン・アビー』 - 先代グランサム伯爵未亡人バイオレット役 - ソフィア・ヴェルガラ - 『モダン・ファミリー』 - グロリア・プリチェット役 - エヴァン・レイチェル・ウッド - 『ミルドレッド・ピアース 幸せの代償』 - ヴィーダ・ピアース役 |
| ミニシリーズ・テレビ映画賞 | |
| - 『ダウントン・アビー』 - Cinema Verite - The Hour - 『ミルドレッド・ピアース 幸せの代償』 - Too Big to Fail | |

## 統計

### 複数ノミネート

#### 映画
- 6個 - 『アーティスト』
- 5個 - 『ファミリー・ツリー』、『ヘルプ 〜心がつなぐストーリー〜』
- 4個 - 『スーパー・チューズデー 〜正義を売った日〜』、『ミッドナイト・イン・パリ』、『マネーボール』
- 3個 - 『アルバート氏の人生』、『ヒューゴの不思議な発明』、『マリリン 7日間の恋』
- 2個 - 『50/50 フィフティ・フィフティ』、『ブライズメイズ 史上最悪のウェディングプラン』、『おとなのけんか』、『ドラゴン・タトゥーの女』、『戦火の馬』、『ウォリスとエドワード 英国王冠をかけた恋』

#### テレビ
- 4個 - 『ダウントン・アビー』、『ミルドレッド・ピアース 幸せの代償』
- 3個 - 『ミルドレッド・ピアース 幸せの代償』、Cinema Verite、『HOMELAND』、The Hour、『モダン・ファミリー』、Too Big to Fail
- 2個 - 『30 ROCK/サーティー・ロック』、『アメリカン・ホラー・ストーリー』、Boss、Enlightened、『マット・ルブランの元気か〜い?ハリウッド!』、『ゲーム・オブ・スローンズ』、『New Girl / ダサかわ女子と三銃士』

#### 個人
- 4個 - ジョージ・クルーニー
- 3個 - アレクサンダー・ペイン
- 2個 - ウディ・アレン、グレン・クローズ、ライアン・ゴズリング、ミシェル・アザナヴィシウス、ブラッド・ピット、ケイト・ウィンスレット、スティーヴン・スピルバーグ

### 複数受賞

#### 映画
- 3個 - 『アーティスト』
- 2個 - 『ファミリー・ツリー』

#### テレビ
- 2個 - 『HOMELAND』